# Jack Kinney
Jack Kinney, all'anagrafe John Ryan Kinney (Utah, 29 marzo 1909 – Glendale, 9 febbraio 1992), è stato un regista, sceneggiatore e animatore statunitense.

## Biografia
Kinney fu assunto presso la Walt Disney Productions nel 1931 come animatore, lavorando a cortometraggi come Papà Natale (1932), Fanfara (1935) e Topolino cacciatore (1937).
Nel 1939 fu promosso a regista, e iniziò tale attività dirigendo alcune sequenze di Pinocchio (1940). Nei due decenni successivi diresse principalmente cortometraggi con protagonista Pippo lavorando in coppia col fratello sceneggiatore Dick, ma anche alcuni con protagonista Paperino. Tra questi si ricordano Der Fuehrer's Face (1942), vincitore dell'Oscar al miglior cortometraggio d'animazione ai premi Oscar 1943 e Leone in società del 1954. Nel 1957 dirige il corto Football Now and Then. 
Dopo essere stato licenziato dalla Disney il 23 ottobre 1957, Kinney diresse il film UPA La principessa e lo stregone (1959) e fondò, insieme al collega Hal Adelquist, un proprio studio d'animazione. In questa società, Kinney produsse e diresse un centinaio di segmenti della serie televisiva Collericamente vostro "Braccio di Ferro"
Nel 1988 pubblicò un libro sulla sua carriera alla Disney, Walt Disney and Assorted Other Characters: An Unauthorized Account of the Early Years at Disney's.